# Cerkiew Świętych Kosmy i Damiana w Hutce
Cerkiew Świętych Kosmy i Damiana – dawna cerkiew greckokatolicka, znajdująca się w Hutce. Obecnie prawosławna.

## Historia
Cerkiew została zbudowana w 1923 przez majstrów Vasila Katulę i Jana Cudaka na miejscu starszej zniszczonej przez pożar w 1915. W latach 1923–2000 cerkiew użytkowana była przez grekokatolików. Od 2000 służy jako parafialna świątynia prawosławna pw. Narodzenia Najświętszej Maryi Panny. Należy do archidekanatu dla powiatów: Stropkov i Svidník, w eparchii preszowskiej Kościoła Prawosławnego Czech i Słowacji.

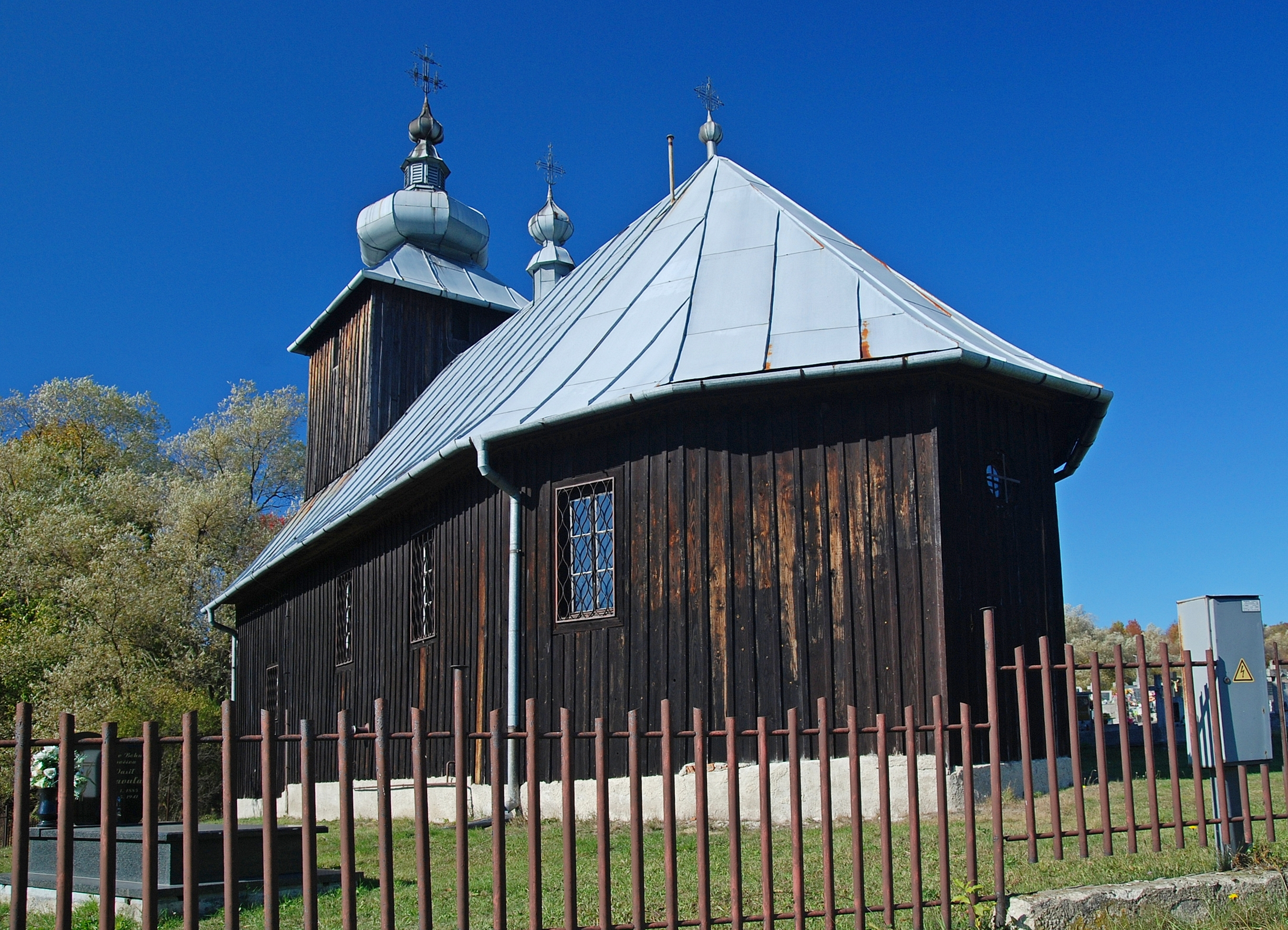
Widok od strony prezbiterium
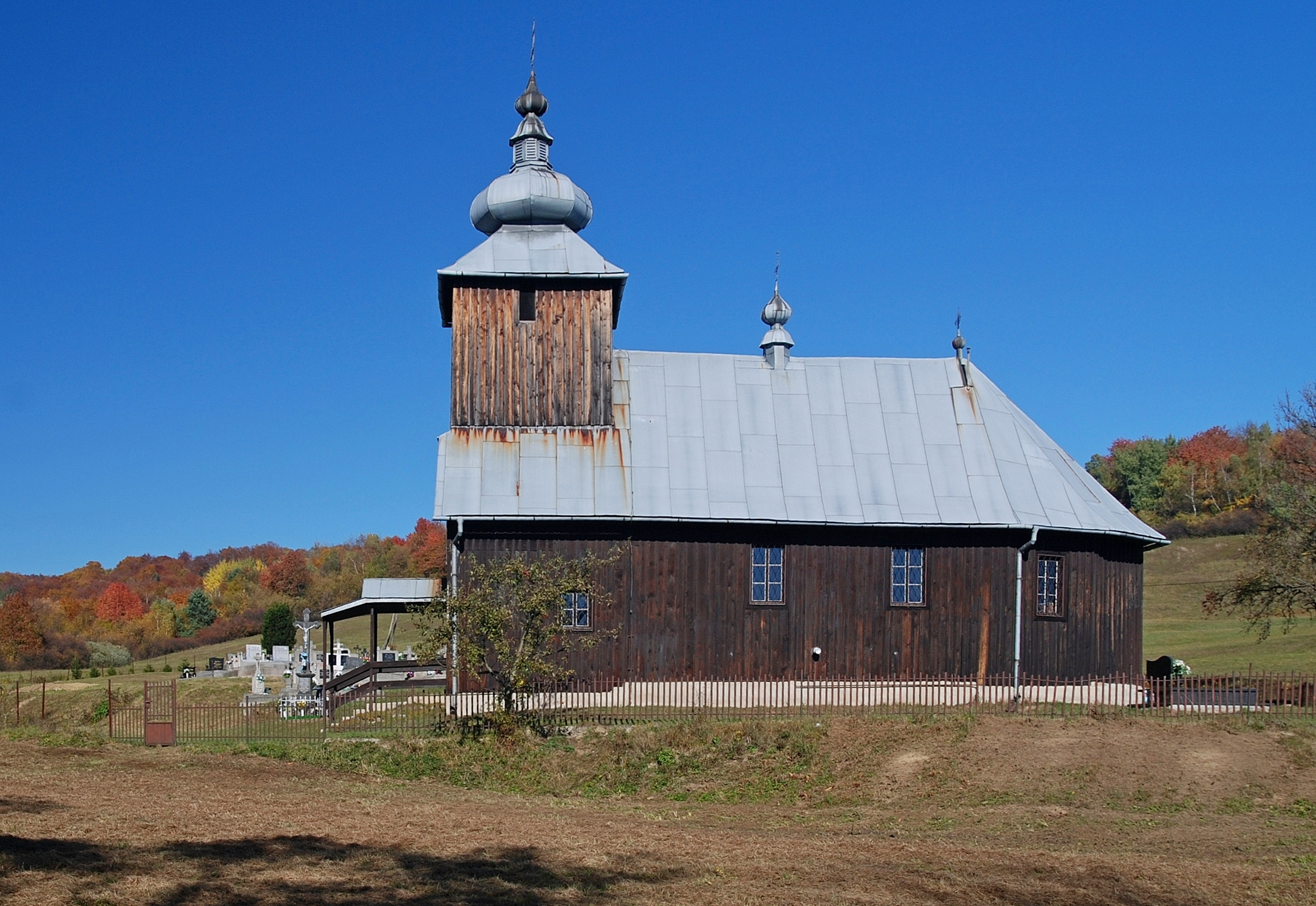
Elewacja południowa

## Architektura i wyposażenie
Budowla drewniana, konstrukcji zrębowej, orientowana, salowa, zamknięta od wschodu wielobocznie. Wieża na planie kwadratu, osadzona na nawie, o lekko pochyłych ścianach, zwieńczona dachem namiotowym z cebulastym hełmem, latarnią i kopułką z krzyżem. Dachy cerkwi blaszane. Nad nawą dach jednokalenicowy, na jego środku mała wieżyczka zwieńczona kopułką z krzyżem, w części krańcowej również kopułka z krzyżem. Krzyże wieńczące kopułki pochodzą z poprzedniej cerkwi.
Na wyposażeniu świątyni, pochodzącym głównie z poprzedniej cerkwi, liczne chorągwie procesyjne. Ikonostas współczesny ze starszymi ikonami namiestnymi Chrystusa Nauczającego i MB Hodegetrii. Ołtarz z XVIII w., w stylu barokowym.